# Peine de mort en Pennsylvanie
En Pennsylvanie, la pendaison fut un mode d'exécution légale jusqu'à l'adoption de la chaise électrique en 1913. L'État a exécuté trois personnes depuis le rétablissement de la peine de mort en 1978, tous par injection létale qui devint le mode d'exécution légal en 1990. Les condamnés exécutés avaient volontairement mis fin à leurs appels préférant la mort à l'attente. Le gouverneur démocrate Ed Rendell a signé au moins 85 ordres d'exécution avec date depuis 2000, aucun n'a abouti à une exécution. La Pennsylvanie est l'État qui détient les cas célèbres Mumia Abu-Jamal (dont la peine de mort a cependant été réduite en perpétuité en 2011) et Terry Williams. Le gouverneur ne peut commuer des condamnations que sur recommandation du comité des grâces. Une commission d'État bi-partite sur la peine de mort a été créée en décembre 2011,.

## Exécutions depuis 1974
Les exécutions ont lieu à Benner Township, au Rockview State Correctional Institution.
| # | Criminel          | Date           | Méthode(s)       | Crime(s)                                                                     | Gouverneur |
| - | ----------------- | -------------- | ---------------- | ---------------------------------------------------------------------------- | ---------- |
| 1 | Keith Zettlemoyer | 2 mai 1995     | Injection létale | Meurtre en 1980 de son ami pour l’empêcher de témoigner à un procès.         | Tom Ridge  |
| 2 | Leon Moser        | 15 août 1995   | Injection létale | Meurtre en 1985 de sa femme et de ses deux filles en leur tirant dessus.     | Tom Ridge  |
| 3 | Gary M. Heidnik   | 6 juillet 1999 | Injection létale | Meurtre entre 1986 et 1987 de deux femmes, kidnappées, torturées et violées. | Tom Ridge  |

En décembre 2018 le couloir de la mort de Pennsylvanie compte 144 condamnés. Depuis 1974, six condamnés ont été graciés en Pennsylvanie.